# Enix (Spanyolország)
Enix község Spanyolországban, Almería tartományban. Lakosainak száma 598 fő (2024).

## Földrajza
Enix Almería, Alhama de Almería, Gádor, Santa Fe de Mondújar, Terque, Bentarique, Instinción, Felix, Vícar és Roquetas de Mar községekkel határos.

## Népesség
A település lakosságának változását az alábbi diagram mutatja:
| Lakosok száma | 283  | 315  | 335  | 484  | 453  | 440  | 433  | 466  | 540  | 598  |
|               | 2001 | 2004 | 2006 | 2009 | 2011 | 2014 | 2016 | 2019 | 2021 | 2024 |